# Пограничная улица (фильм)
«Пограничная улица» (пол. Ulica Graniczna) — чёрно-белый польско-чехословацкий художественный фильм режиссёра Александра Форда, снятый в 1947 году на студии художественных фильмов в Лодзи и киностудии Баррандов.
Премьера фильма состоялась — 23 июня 1949 года.

## Сюжет
Действие фильма происходит в годы Второй мировой войны и рассказывает о судьбах польских и еврейских детей (и их семей) на фоне драматических военных событий.
Варшава, лето 1939 года. В одном из многоквартирных домов на Граничной улице мирно живут: Ядзя — дочь доктора Бялки, Владек — сын банковского клерка Войтана, Бронек — сын кучера Цепликовского, Фредек — сын ресторатора, Кусьмирак и маленький Давидек — сын инженера-электрика Натана и внук бедного портного Либермана. Но начинается война и немецкая оккупация. Всё меняется раз и навсегда с нацистским вторжением. Войтан и Натан идут на фронт. Кусмирак подписывает бумаги о сотрудничестве с немцами и обслуживает их в своем ресторане и сообщает оккупантам о еврейском происхождении доктора Бялека, а затем занимает его квартиру. Когда Натан Либерман возвращается из плена, он предупреждает соседей о скором создании гетто.
Сам режиссёр охарактеризовал «Пограничную улицу» как «фильм о маленьких людях на фоне великой эпохи». Он показал различное отношение поляков к Холокосту: от открытой поддержки немцев в преступных действиях против евреев, через равнодушие, до риска своей жизнью, помогая обитателям Варшавского гетто.
Действие фильма кончается во время восстания в Варшавском гетто в 1943 году, при этом не прерывается на оптимистической ноте, как это и предполагал режиссёр, который хотел, чтобы «зритель, выходящий из кинозала, почувствовал, что дело фашизма и расистских преследований человека не окончено».
Одна из самых значительных польских картин первого послевоенного десятилетия, поставленная совместно с пражской киностудией «Баррандов». Александру Форду удалось с максимальной для тех лет смелостью показать жизнь Варшавского гетто и восстание в нём весной 1943 года, но, наверное, самое главное – передать всю сложность отношений между поляками и евреями на примере жителей одного дома, стоящего на границе гетто. В сущности, Форд открыл эту тему для мирового кинематографа.

## В ролях
- Мечислава Цвиклиньская — Клара, учительница Ядзи
- Ежи Лещиньский — Юзеф Бялек, доктор
- Владислав Годик — закройщик Либерман
- Владислав Вальтер — Цепликовский
- Ежи Пихельский — Казимеж Войтан
- Тадеуш Фиевский — Бронек Цепликовский, парикмахер
- Роберт Врхота — гестаповец Ханс, жених Ванды
- Стефан Сьрудка — Натан, зять  Либермана
- Ежи Злотницкий — Давидек
- Мария Броневская — Ядзя Бялкувна
- Густав Незвал
- Мария Жабчиньская — жена Войтана
- Ярослав Орлицкий
- Бронислав Дарский — Валенты
- Эдвард Дзевоньский —  фельдфебель
- Янина Луковская — Эстер, старшая дочь Либермана, мать Давидека
- Збигнев Стоковский
- Юстына Кречмарова — Ванда, дочь Кусмирака
- Кароль Кошеля
- Ирена Ренард
- Юзеф Мунцлингер — Кусмирак
- Ида Каминска — Хелен, тётка Ядзи (нет в титрах)
- Станислав Белиньский — жандарм (нет в титрах)
- Винцент Лоскот — эпизод (нет в титрах)
- Войцех Пилярский — надзиратель (нет в титрах)

## Съёмочная группа
- Сценаристы: Ян Фетке, Александр Форд, Людвик Старский
- Режиссёр: Александр Форд
- Оператор:  Ярослав Тузар
- Композитор:  Роман Палестер
- Художник: Штепан Копецки
- Звукооператоры: Мирослав Прокес, Йозеф Завадил, Йозеф Копрович
- Монтаж: Йирина Лукесова
- Помощники режиссёра: Ольга Форд, Карел Беран, Збигнев Кузьминьский
- Помощники оператора: Алоис Йирасек, Ольгерд Самуцевич
- Музыка: Оркестр симфонической музыки Чехословакии
- Дирижёр: Миливой Узелейц

## Награды
- Фильм получил золотую медаль на 9-м Венецианском кинофестивале в 1948 году.